# Lípy u Lomského mlýna
Lípy u Lomského mlýna jsou památné stromy nedaleko obce Lom u Tachova. Dvě lípy malolisté (Tilia cordata) rostou u bývalého Lomského mlýna na řece Mži, jižně od vsi. Obvody jejich kmenů měří 365 a 350 cm (měření 2003). Lípy jsou chráněny od roku 2000 jako krajinná dominanta.